# Adam Bowden
Pour les articles homonymes, voir Bowden.
Adam Bowden né le 5 août 1982 à Watford en Angleterre est un triathlète  professionnel anglais, vainqueur sur distance Ironman 70.3.

## Biographie
En 2001, Adam Bowden s'est classé sixième aux championnats d'Europe juniors de cross-country, il s'est ensuite spécialisé dans les épreuves du 3000 mètres steeple. Pratiquant en plus la natation à niveau régional dans sa jeunesse, il se lance en tant que triathlète professionnel en 2008, il terminera en 2016 neuvième du championnat du monde de triathlon courte distance et septième du championnat du monde d'Ironman 70.3 en 2018.

## Palmarès

### En triathlon
Le tableau présente les résultats les plus significatifs (podium) obtenus sur le circuit national et international de duathlon et de triathlon depuis 2010,.
| Année | Compétition                                 | Pays                | Position           | Temps           |
| ----- | ------------------------------------------- | ------------------- | ------------------ | --------------- |
| 2021  | Ironman 70.3 Nice                           | France              | Médaille de bronze | 4 h 7 min 47 s  |
| 2020  | Ironman 70.3 Dubai                          | Émirats arabes unis | Médaille de bronze | 3 h 36 min 30 s |
| 2019  | Ironman 70.3 Dun Laoghaire                  | Irlande             | Médaille d'or      | 4 h 13 min 46 s |
| 2019  | Ironman 70.3 Pays d'Aix                     | France              | Médaille d'argent  | 3 h 53 min 28 s |
| 2019  | Ironman 70.3 Dubai                          | Émirats arabes unis | Médaille d'or      | 3 h 40 min 11 s |
| 2019  | Ironman 70.3 Weymouth                       | Royaume-Uni         | Médaille d'argent  | 3 h 47 min 46 s |
| 2019  | Ironman 70.3 Californie                     | États-Unis          | Médaille de bronze | 3 h 53 min 53 s |
| 2018  | Championnat britannique de duathlon sprint  | Royaume-Uni         | Médaille d'or      | 59 min 1 s      |
| 2018  | Championnat britannique de triathlon sprint | Royaume-Uni         | Médaille d'or      | 55 min 28 s     |
| 2018  | Challenge Rome Half                         | Italie              | Médaille d'or      | 3 h 22 min 3 s  |
| 2018  | Ironman 70.3 Elsinore                       | Danemark            | Médaille d'argent  | 3 h 40 min 52 s |
| 2018  | Londres Triathlon                           | Royaume-Uni         | Médaille d'or      | 1 h 31 min 55 s |
| 2016  | Championnat britannique de triathlon sprint | Royaume-Uni         | Médaille d'or      | 54 min 58 s     |
| 2015  | Coupe d'Europe - Etape d'Antalya            | Turquie             | Médaille d'argent  | 1 h 44 min 41 s |
| 2012  | Londres Triathlon                           | Royaume-Uni         | Médaille d'or      | 1 h 48 min 8 s  |
| 2011  | Coupe panaméricaine - Etape de La Paz       | Argentine           | Médaille d'argent  | 1 h 40 min 24 s |
| 2010  | Coupe d'Europe - Etape de Genève            | Suisse              | Médaille d'argent  | 2 h 1 min 9 s   |

### En athlétisme
| Date | Compétition                  | Lieu       | Résultat | Epreuve       | Temps         |
| ---- | ---------------------------- | ---------- | -------- | ------------- | ------------- |
| 2001 | Championnat d'Europe juniors | Thoune     | 6e       | Cross-country | 19 s 43       |
| 2006 | Jeux du Commonwealth         | Melbourne  | 9e       | 3 000 m st.   | 8 min 43 s 8  |
| 2008 | Championnat britannique      | Birmingham | 1re      | 3 000 m st.   | 8 min 36 s 17 |

## Records d'athlétisme
| Surface            | Épreuve         | Temps           | Date            | Lieu           |
| ------------------ | --------------- | --------------- | --------------- | -------------- |
| Piste en extérieur | 800 m           | 1 min 50 s 70   | 21 juillet 2004 | Watford        |
| Piste en extérieur | 1 500 m         | 3 min 40 s 83   | 25 juin 2005    | Solihull       |
| Piste en extérieur | 3 000 m steeple | 8 min 28 s 43   | 22 juillet 2016 | Heusden-Zolder |
| Route              | Semi-marathon   | 1 h 05 min 53 s | 10 février 2013 | Wokingham      |
| Route              | Marathon        | 2 h 20 min 6 s  | 24 octobre 2021 | Cardiff        |